# Distretto di Santiago de Lucanamarca
Il distretto di Santiago de Lucanamarca è uno dei quattro distretti della provincia di Huanca Sancos, in Perù. Si trova nella regione di Ayacucho e si estende su una superficie di 658,26 chilometri quadrati.

Istituito il 29 gennaio 1965, ha per capitale la città di Santiago de Lucanamarca; nel censimento del 2005 contava 3.310 abitanti.